# Ung thư cổ tử cung

Ung thư cổ tử cung.

Ung thư cổ tử cung là ung thư của cổ tử cung. Đây là loại ung thư ở phụ nữ, đứng hàng thứ hai trên thế giới sau ung thư vú1.
Theo các nghiên cứu ung thư tại Việt Nam thì trong các ung thư ở phụ nữ, ung thư cổ tử cung đứng hàng thứ hai sau ung thư vú tại Hà Nội và đứng đầu tại Thành phố Hồ Chí Minh2.

## Phân loại mô bệnh học - Các loại thường gặp
- Ung thư biểu mô tại chỗ
- Ung thư biểu mô vảy
- Ung thư biểu mô tuyến
- Ung thư biểu mô tế bào sáng

## Dịch tễ
Tuổi thường gặp ung thư cổ tử cung là 30-59, đỉnh cao là 48-52 tuổi. Có thể nhận thấy là đỉnh của ung thư cổ tử cung muộn hơn tân sinh cổ tử cung khoảng 10-15 năm3.
Những yếu tố thuận lợi cho ung thư CTC cũng là những yếu tố thuận lợi cho tân sinh trong biểu mô cổ tử cung.

## Sinh bệnh học
Tân sinh trong biểu mô cổ tử cung là một tổn thương tiền ung. Một tỷ lệ các trường hợp này sẽ tiến triển thành ung thư cổ tử cung, trong đó CIN III có khả năng dẫn đến ung thư xâm nhiễm cao nhất.
Ung thư tại chỗ (carcinoma in situ) là tình trạng nghịch sản ở toàn bộ bề dày lớp biểu mô. Những tế bào của carcinoma tại chỗ sẽ xâm lấn vào mô liên kết, chiều hướng lan rộng dọc theo màng đáy, và trở thành carcinoma xâm lấn. Người ta cho rằng ung thư xâm lấn là kết quả của tiến trình từ nghịch sản cổ tử cung (CIN) trong mọi trường hợp, mặc dù điều này chưa được chứng minh là chân lý3.

## Giải phẫu bệnh

### Đại thể
Giai đoạn đầu, thường không có triệu chứng gì rõ rệt. Có thể là một lở loét nhẹ khi nhìn qua mỏ vịt.
Tiến triển, có 3 hình dạng đại thể khác nhau:3
- Dạng chồi (sùi): mọc lòi vào kênh âm đạo, có thể lấp đầy nửa trên âm đạo, đôi khi bị bội nhiễm và hoại tử.
- Dạng thâm nhiễm (ăn cứng): xuất phát từ kênh cổ tử cung và hướng tới ăn cứng toàn thể cổ tử cung.
- Dạng loét: hủy hoại cấu trúc cổ tử cung và sớm ăn lan vào túi cùng âm đạo.

### Vi thể
- Nghịch sản cổ tử cung (CIN): dị dạng tế bào xảy ra ở biểu mô cổ tử cung, thường được phát hiện bằng phết tế bào cổ tử cung, và chia làm 3 độ. CIN là chỉ dành cho tế bào biểu mô lát.
- Carcinoma tế bào biểu mô lát (tế bào biểu mô vẩy, tế bào biểu mô gai): chiếm 95-97%.

Trong đó có carcinoma in situ: hội đủ các tính năng và sự dị dạng của tế bào dày đặc trong lớp biểu mô nhưng chưa qua khỏi màng đáy.
- Carcinoma tế bào tuyến: chiếm tỉ lệ khoảng 5%, thường gặp ở người trẻ tuổi, xuất hiện từ lỗ trong cổ tử cung ăn lan ra cổ ngoài. Tiên lượng thường xấu hơn ung thư tế bào biểu mô lát.

## Diễn tiến
- Bướu nguyên phát xâm nhiễm theo các ngã:3
  - Đến các túi cùng và âm đạo: thường nhất
  - Đến thân tử cung: ít gặp
  - Xâm nhiễm vách âm đạo trực tràng: giai đoạn muộn
  - Đến chu cung (mô cạnh tử cung): nguy hiểm vì đe dọa niệu quản.
- Di căn hạch: theo đường dẫn lưu bạch huyết của chu cung, đến chuỗi hạch hông ngoài và hông trong. Hạch thường bị xâm nhiễm nhất là hạch bịt.
- Di căn xa theo đường máu thì hiếm.

## Chẩn đoán

### Phương tiện chẩn đoán
- Pap smear
- Soi cổ tử cung

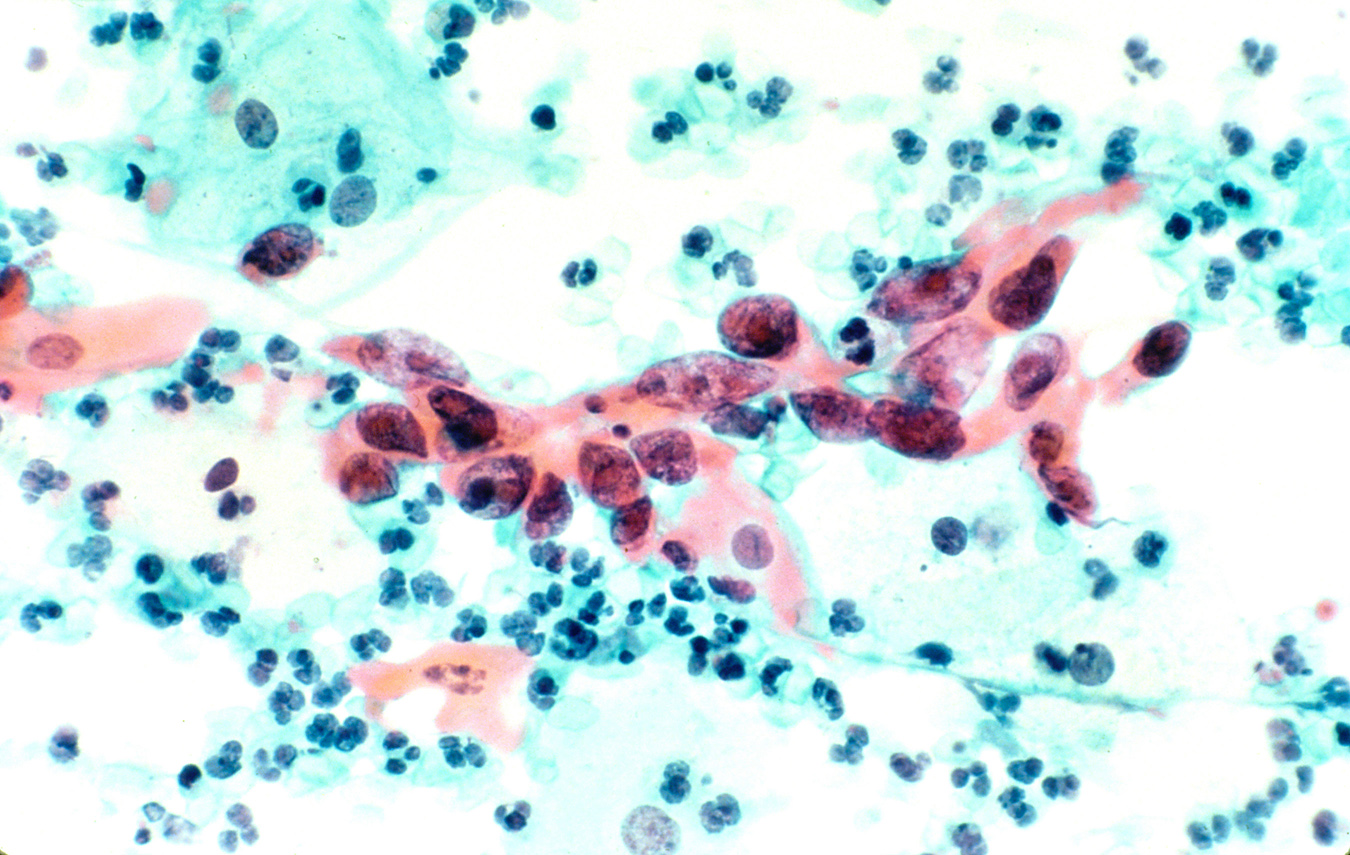
Tế bào biểu mô lát ác tính trong ung thư cổ tử cung

- Sinh thiết (phết tế bào) cổ tử cung
- Khoét chóp cổ tử cung: cắt đoạn cổ tử cung để thử giải phẫu bệnh lý. Đây vừa là một xét nghiệm chẩn đoán đồng thời cũng là một phương pháp điều trị cho những trường hợp ung thư cổ tử cung giai đoạn sớm (carcinoma in situ).
- Nạo sinh thiết từng phần (trong đó có nạo kênh và lòng tử cung để sinh thiết): mục đích để đánh giá nội mạc tử cung nhất là vùng gần lỗ cổ tử cung.
- Những xét nghiệm khác có thể thực hiện: soi lòng tử cung, chụp X-quang buồng tử cung.

Đánh giá chức năng thận, gan, phổi... trong trường hợp ung thư tiến xa4 5.

## Xếp hạng TNM và xếp giai đoạn
Bảng xếp hạng theo T (bướu nguyên phát) của UICC và xếp giai đoạn theo FIGO (Fédération Internationale de Gynécologie et d'Obstétrique)
| UICC                                                   | | Theo FIGO                                              |
| Tis T1 - T1a - T1b T2 - T2a - T2b T3 - T3a - T3b T4 M1 | Carcinom insitu Khu trú ở CTC - Vi xâm lấn - tổn thương có d<2mm - Xâm lấn - tổn thương có d>2mm Lan tới âm đạo (trừ 1/3 dưới), lan đến chu cung nhưng chưa tới vách chậu - Âm đạo (trừ 1/3 dưới) - Chu cung nhưng đáy tử cung còn di động được. Lan tới 1/3 dưới âm đạo, lan đến chu cung – vách chậu - Lan tới 1/3 dưới âm đạo - Lan tới vách chậu Lan ra các cơ quan vùng chậu như bàng quang, trực tràng hay cơ quan xa hơn Di căn xa | 0 I - Ia - Ib II - IIa - IIb III - IIIa - IIIb IVa IVb |

## Điều trị ung thư cổ tử cung

### Ung thư cổ tử cung giai đoạn sớm

#### Giai đoạn I, II
- Giai đoạn IA: ung thư được xác định bằng vi thể (bướu nhỏ hơn 2 mm), điều trị là cắt tử cung, có thể kết hợp nạo hạch chọn lọc. Nếu hạch bị xâm lấn, ung thư được điều trị như giai đoạn IB
- Giai đoan IB: phẫu thuật tận gốc - cắt tử cung theo phương pháp Wertheim Meiges bao gồm cắt tử cung, một phần âm đạo, chu cung, và nạo vét hạch chậu hai bên.
- Giai đoạn II: Phẫu thuật Wertheim Meigs và cắt toàn bộ âm đạo trong giai đoạn IIA.

Thông thường giai đoạn này kết hợp xạ - phẫu - xạ3.
- Giai đoạn III và IV: (giai đoạn III – ung thư đã ăn lan đến 1/3 dưới của âm đạo), thường quá chỉ định phẫu thuật. Điều trị chủ yếu là xạ trị - hoá trị để giảm triệu chứng3.

## Tầm soát ung thư cổ tử cung
Tại sao tầm soát ung thư cổ tử cung:
- Ung thư cổ tử cung có tỉ lệ mắc bệnh cao, đồng thời tỉ lệ tử vong cũng cao khi phát hiện ở giai đoạn muộn.
- Có thể phát hiện ở giai đoạn tiền lâm sàng, và thời gian từ giai đoạn này đến giai đoạn biểu hiện lâm sàng khá lâu, trung bình là 10-15 năm từ khi có nghịch sản cổ tử cung đến ung thư cổ tử cung.
- Giai đoạn nghịch sản cổ tử cung, khả năng điều trị thành công cao và điều trị đơn giản, ít tốn kém hơn nhiều so với ung thư giai đoạn tiến triển.

Phết tế bào cổ tử cung là một test dùng để tầm soát khá đơn giản, độ nhạy và đặc hiệu cũng tương đối, giá thành rẻ, ít gây khó chịu hay bất tiện cho bệnh nhân, ít xâm lấn. Soi cổ tử cung và sinh thiết cổ tử cung là những xét nghiệm tiếp theo dùng để chẩn đoán sớm khi kết quả phết tế bào bất thường.

## Tiên lượng
- Giai đoạn 1: tỉ lệ sống còn sau 5 năm khoảng 90%
- Giai đoạn 2: khoảng 75%
- Giai đoạn 3: khoảng 40%
- Giai đoạn 4: khoảng 10%